# 5 (album, JJ Cale)
5 je páté studiové album amerického hudebníka JJ Calea. Vydáno bylo v srpnu roku 1979 společnostmi Island Records (Spojené království) a MCA Records (Spojené státy americké). Jeho producentem byl spolu s Calem jeho dlouholetý spolupracovník Audie Ashworth a dále se na albu podíleli například Carl Radle a Kenny Buttrey, stejně jako Caleova manželka Christine Lakeland.

## Seznam skladeb
1. „Thirteen Days“ – 2:50
2. „Boilin' Pot“ – 2:51
3. „I'll Make Love to You Anytime“ – 3:13
4. „Don’t Cry Sister“ – 2:14
5. „Too Much for Me“ – 3:13
6. „Sensitive Kind“ – 5:10
7. „Friday“ – 4:13
8. „Lou-Easy-Ann“ – 2:47
9. „Let's Go to Tahiti“ – 2:52
10. „Katy Kool Lady“ – 2:24
11. „Fate of a Fool“ – 2:54
12. „Mona“ – 3:16

## Obsazení
- JJ Cale – zpěv, kytara, baskytara, klavír, bicí
- Christine Lakeland – zpěv, varhany, kytara, perkuse, klavír
- Billy Cox – baskytara
- Carl Radle – baskytara
- Nick Rather – baskytara
- Karl Himmel – bicí
- Kenny Buttrey – bicí
- Buddy Harman – bicí
- Jimmy Karstein – bicí, konga
- David Briggs – klavír
- Larry Bell – elektrické piano, varhany
- Bill Boatman – kytara, housle
- Bill Kenner – mandolína
- Farrell Morris – vibrafon
- Sherry Porter – zpěv
- Shelly Kurland – smyčce
- Carl Gorodetzy – smyčce
- Roy Christensen – smyčce
- Marv Chantry – smyčce
- Cam Mullins – aranžmá smyčců
- George Tidwell – rohy
- Don Sheffield – rohy
- Dennis Goode – rohy
- Terry Williams – rohy